# Crazy Night
Pour plus de détails, voir Fiche technique et Distribution.
Crazy Night ou Méchante Soirée au Québec (Date Night) est un film américain réalisé par Shawn Levy, sorti en 2010.

## Synopsis
Phil et Claire Foster sont un couple marié du New Jersey, également parents, dont la vie domestique est devenue une routine. Phil est conseiller fiscal et Claire est agente immobilière. Ils ont un rendez-vous hebdomadaire le soir dans un restaurant du coin, mais il est tout aussi systématique que tout le reste de leur mariage.
Ils apprennent que leurs meilleurs amis sont en instance de divorce. Dans un effort afin de relancer leurs sentiments, Phil emmène Claire dîner dans un restaurant à la mode à Manhattan, mais ils ne peuvent obtenir une table. Phil décide alors de prendre la réservation d'un autre couple, les Tripplehorn, en dépit des craintes de Claire.
Au milieu de leur repas, ils sont abordés par deux hommes. Ces derniers sont à la recherche des Tripplehorn au sujet d'une clé USB qu'ils croient volée par le couple à un gangster. Phil et Claire tentent d'expliquer qu'ils ne sont pas les Tripplehorn, mais les deux hommes les menacent avec leurs armes. La nuit ne fait que commencer.

## Fiche technique
- Titre original : Date Night
- Titre français : Crazy Night
- Titre québécois : Méchante Soirée
- Réalisation : Shawn Levy
- Scénario : Josh Klausner
- Direction artistique : Dan Webster
- Décors : David Gropman ; Jay Hart (décorateur de plateau)
- Costumes : Marlene Stewart
- Photographie : Dean Semler
- Montage : Dean Zimmerman
- Musique : Christophe Beck
- Casting : Donna Isaacson
- Production : Shawn Levy et Tom McNulty ; Billy Rosenberg(associé)
  - Production exécutive : Josh McLaglen et Joseph M. Caracciolo Jr.
- Sociétés de production : Twentieth Century Fox, 21 Laps Entertainment, Dune Entertainment III et Media Magik Entertainment
- Société de distribution : 20th Century Fox
- Budget : 55 millions de dollarsUS
- Pays de production :  États-Unis
- Langue originale : anglais, hébreu
- Format : couleur – 35 mm et cinéma numérique - 2,35:1 - son Dolby, DTS, SDDS et Dolby SR
- Genre : Comédie et thriller
- Durée : 88 minutes (version cinéma) ; 102 minutes (version longue, 14 minutes inédites)
- Dates de sortie[2] :
  - États-Unis : 6 avril 2010 (première à New York), 9 avril 2010
  - Australie : 8 avril 2010
  - Brésil, Canada : 9 avril 2010
  - Allemagne, Suisse germanophone : 15 avril 2010
  - Royaume-Uni : 21 avril 2010
  - France, Suisse romande : 12 mai 2010

## Distribution
- Steve Carell (VF : Constantin Pappas ; VQ : François Godin) : Phil Foster
- Tina Fey (VF : Stéphanie Lafforgue ; VQ : Mélanie Laberge) : Claire Foster
- Mark Wahlberg (VF : Bruno Choël ; VQ : Alain Zouvi) : Holbrooke Grant
- Taraji P. Henson (VF : Laëtitia Guedon ; VQ : Isabelle Leyrolles) : Détective Arroyo
- Common (VF : Daniel Lobé ; VQ : Martin Watier) : Collins
- Jimmi Simpson (VF : Vincent Ropion ; VQ : Éric Paulhus) : Armstrong
- William Fichtner (VF : Guy Chapellier ; VQ : Jean-Luc Montminy) : le procureur Frank Crenshaw
- Leighton Meester (VQ : Bianca Gervais) : Katie, la baby-sitter
- Kristen Wiig (VF : Sophie Baranes) : Haley Sullivan
- Mark Ruffalo (VF : Nessym Guetat) : Brad Sullivan
- James Franco (VF : Philippe Valmont ; VQ : Patrice Dubois) : Taste
- Mila Kunis (VF : Marjorie Frantz ; VQ : Claudia-Laurie Corbeil) : Whippit
- Ray Liotta (VF : Bernard Gabay) : Joe Miletto[n 1]
- Will.i.am : lui-même
- Bill Burr (VF : Régis Lang) : Detective Walsh
- Jonathan Morgan Heit : Oliver Foster
- Savannah Paige Rae : Charlotte Foster[n 2]
- Nick Kroll (VF : Vincent de Bouard) : le maître d'hôte du Claw
- Olivia Munn : l'hôtesse du Claw
- Gal Gadot : Natanya
- Lauren Weedman : Wendy
- Darren Le Gallo : le serveur de la taverne
- Jaye Razor : Peppermint Hippo Doorman[n 3]
- Gillian Vigman : House-Hunting Woman
- Chayim Frenkel : House-Hunting Man
- Jon Bernthal (VF : Alexis Tomassian) : le jeune homme client de Phil
- Ari Graynor : la jeune femme cliente de Phil
- J.B. Smoove (VF : Frantz Confiac ; VQ : Thiéry Dubé) : Cabbie, le chauffeur de taxi

Sources et légendes : Version française (VF) sur Voxofilm et sur RS Doublage ; Version québécoise (VQ)

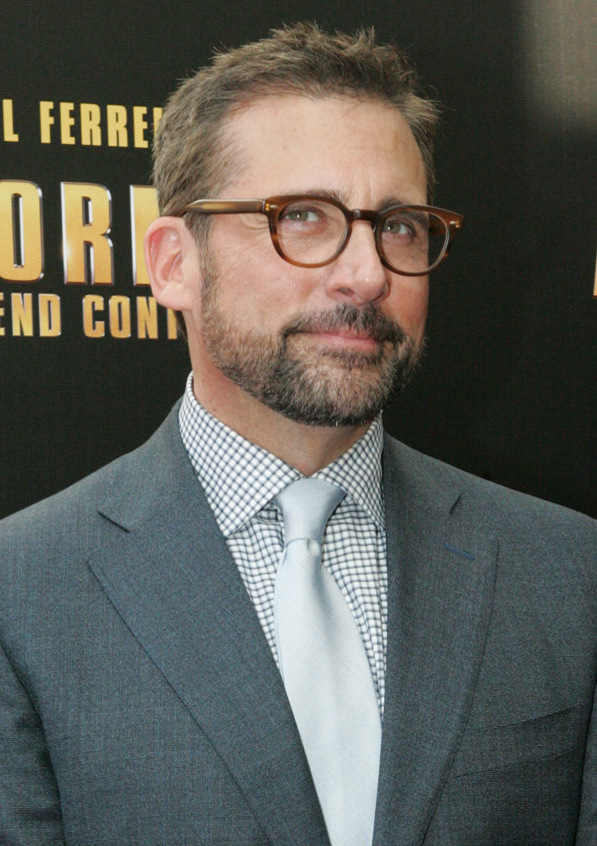
Steve Carell (Phil Foster)
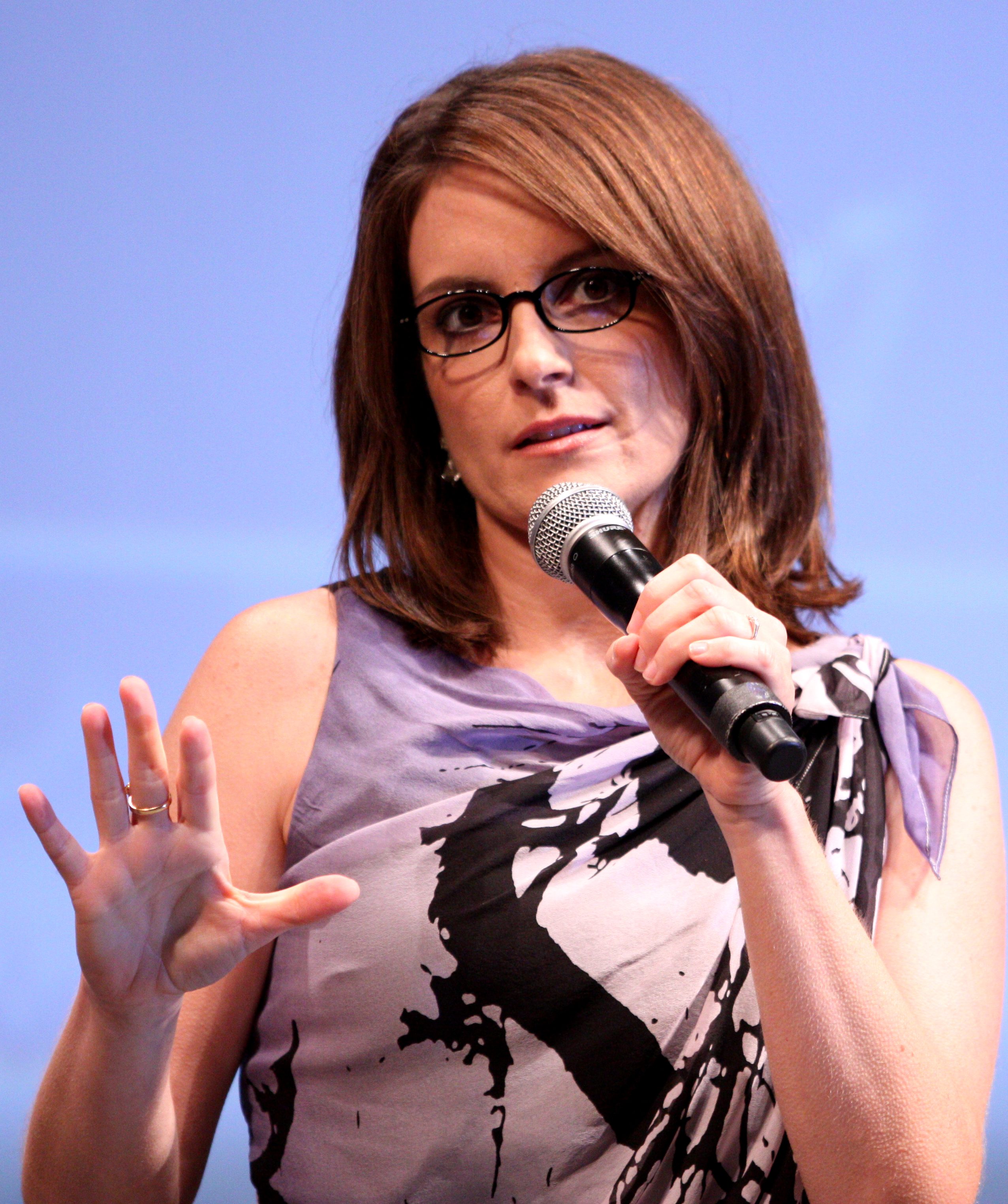
Tina Fey (Claire Foster)
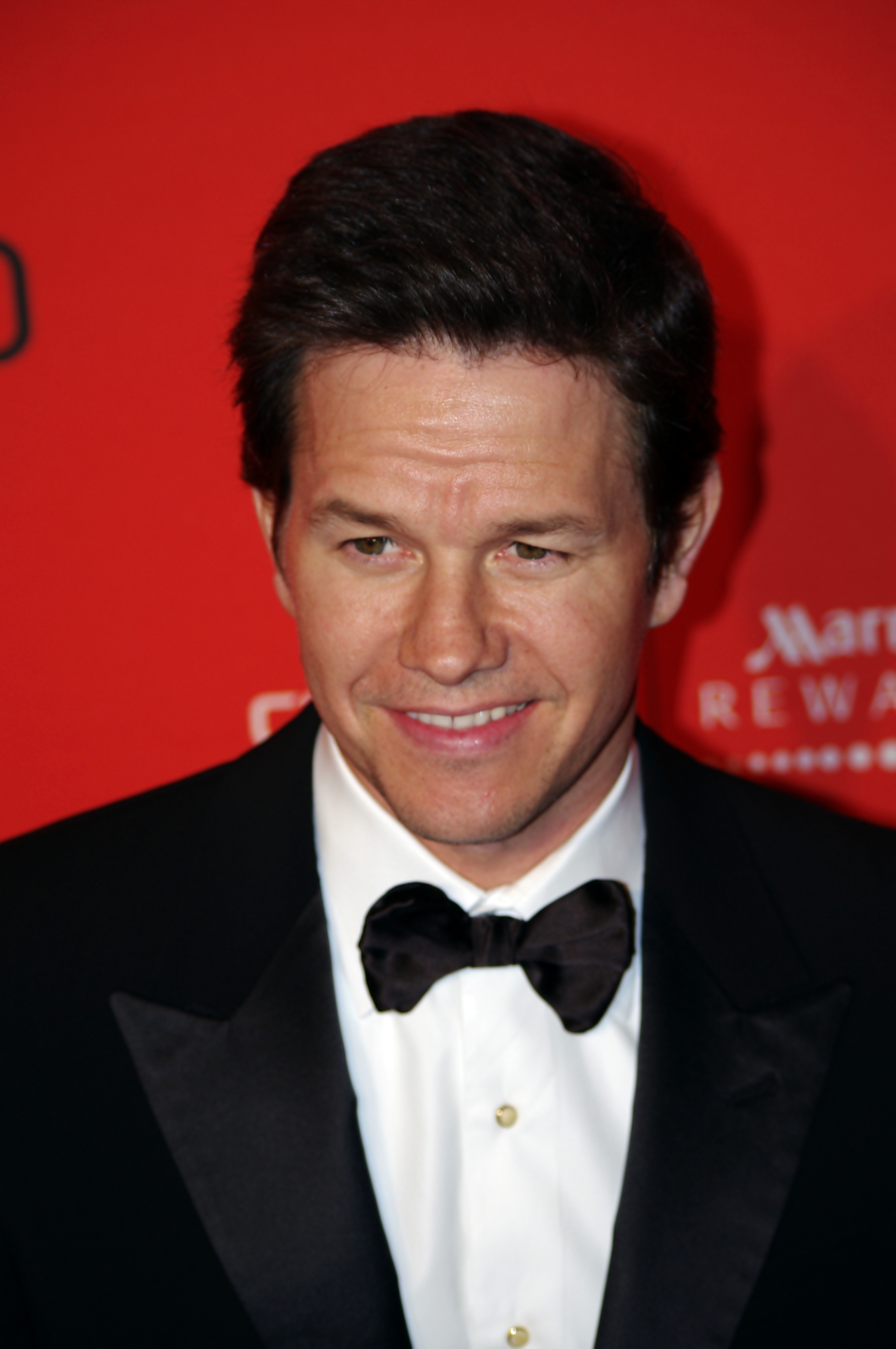
Mark Wahlberg (Hollbrooke)
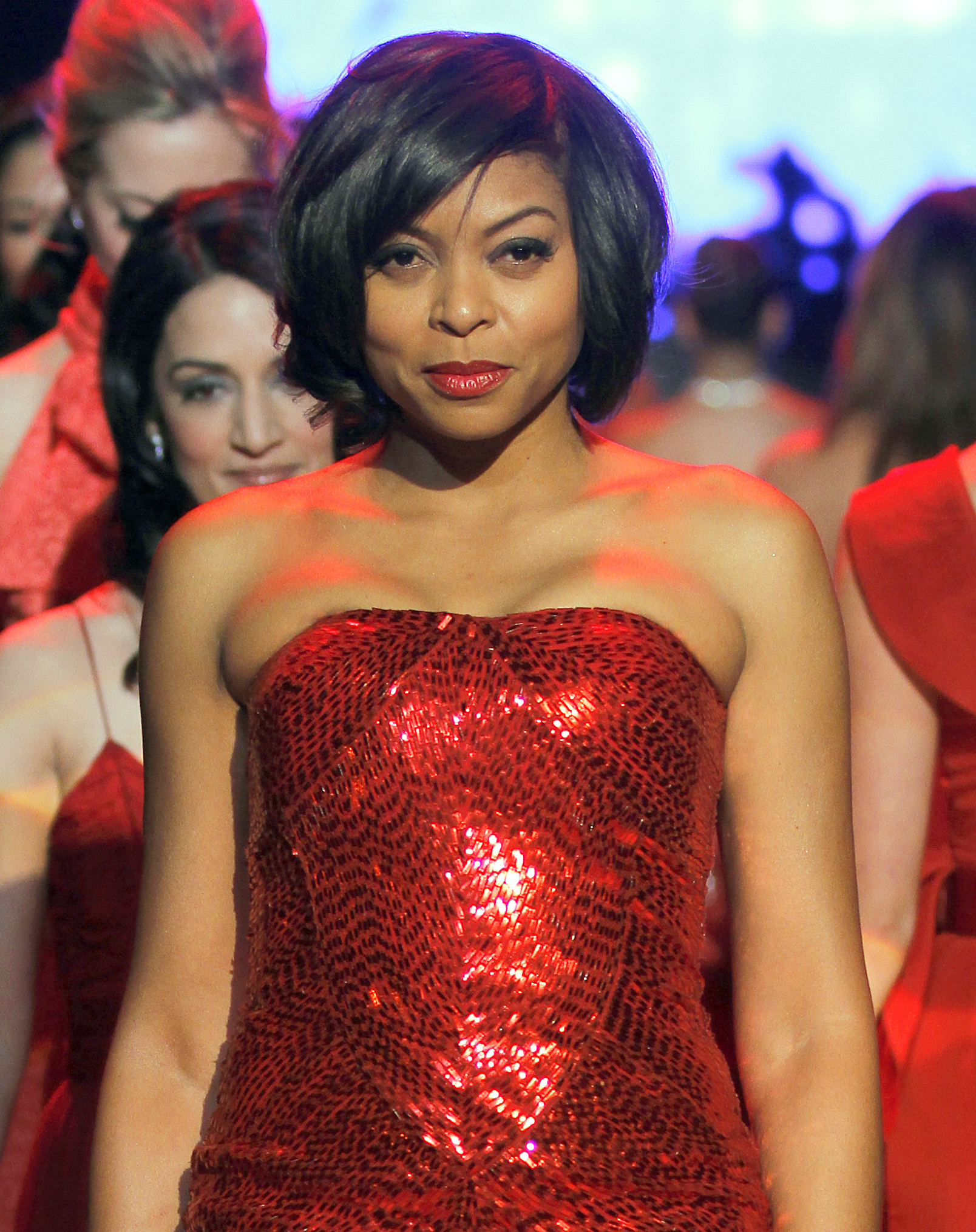
Taraji P. Henson (détective Arroyo)
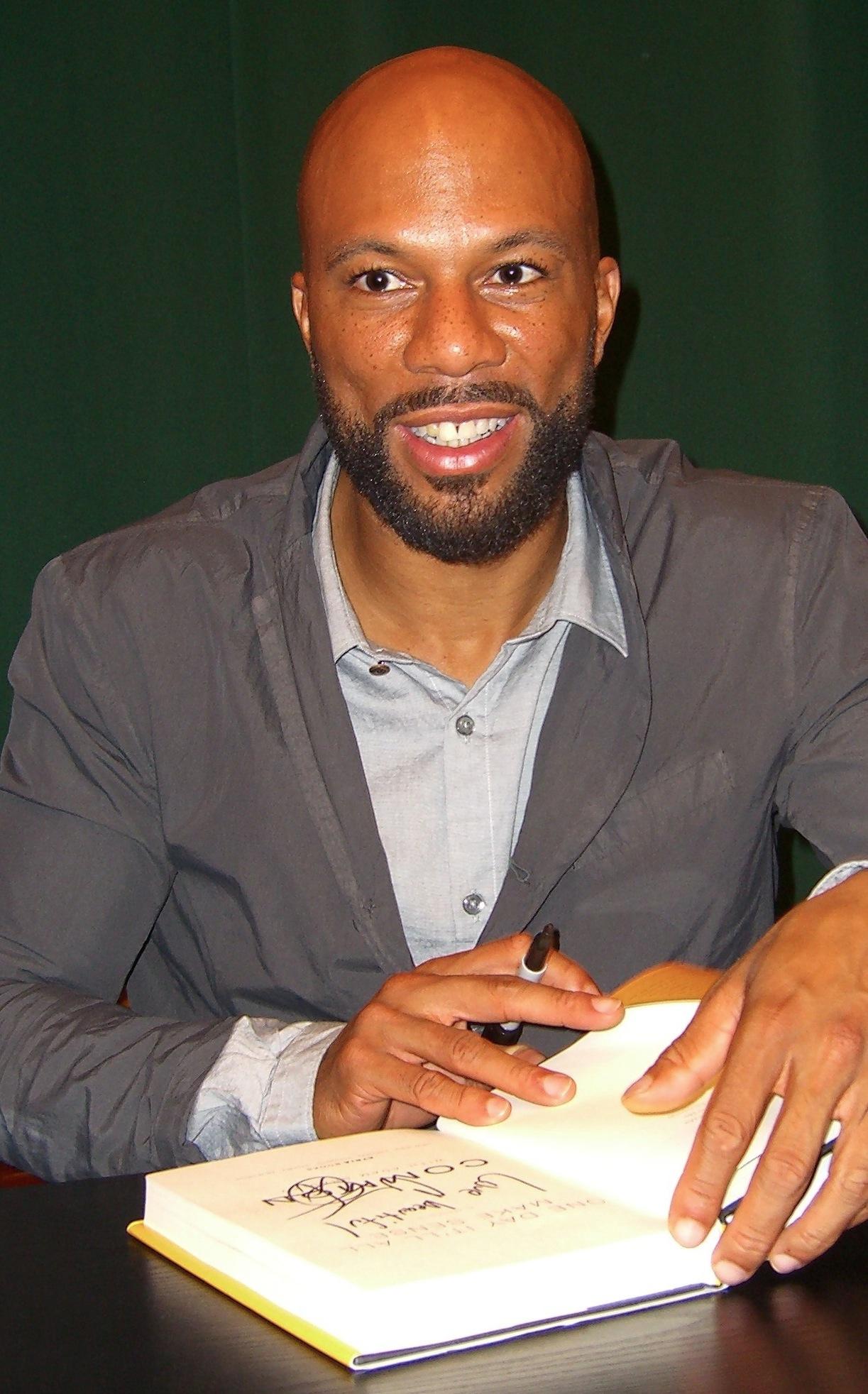
Common (Collins)
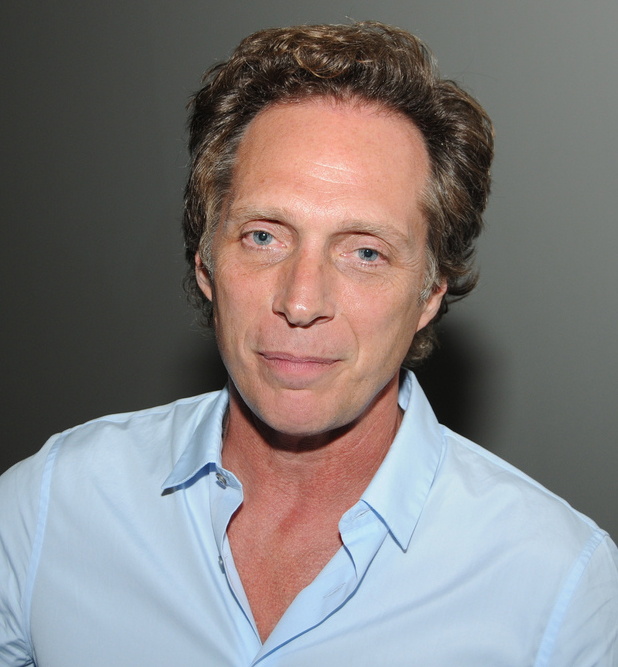
William Fichtner (DA Frank Crenshaw)
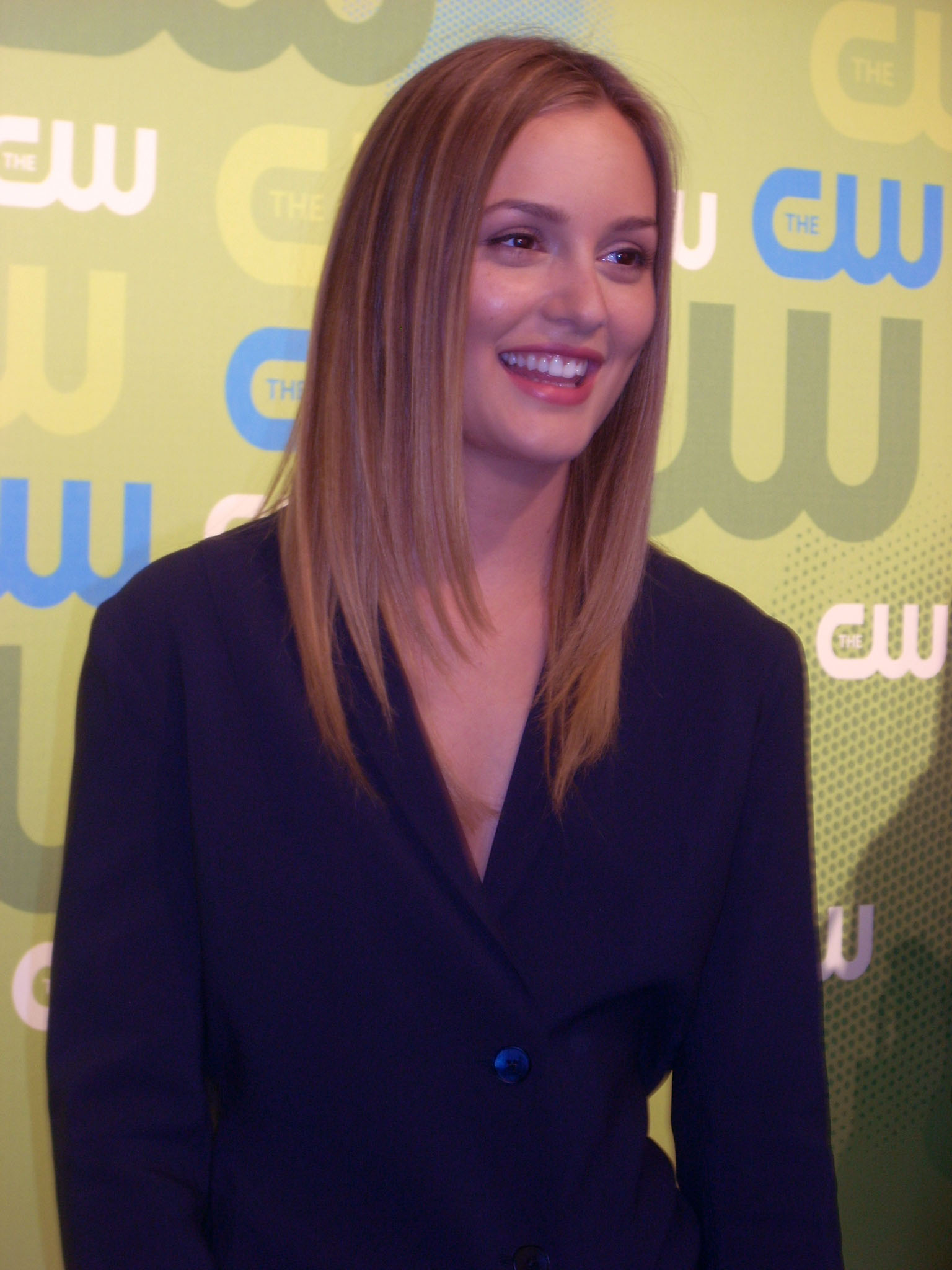
Leighton Meester (Katy)
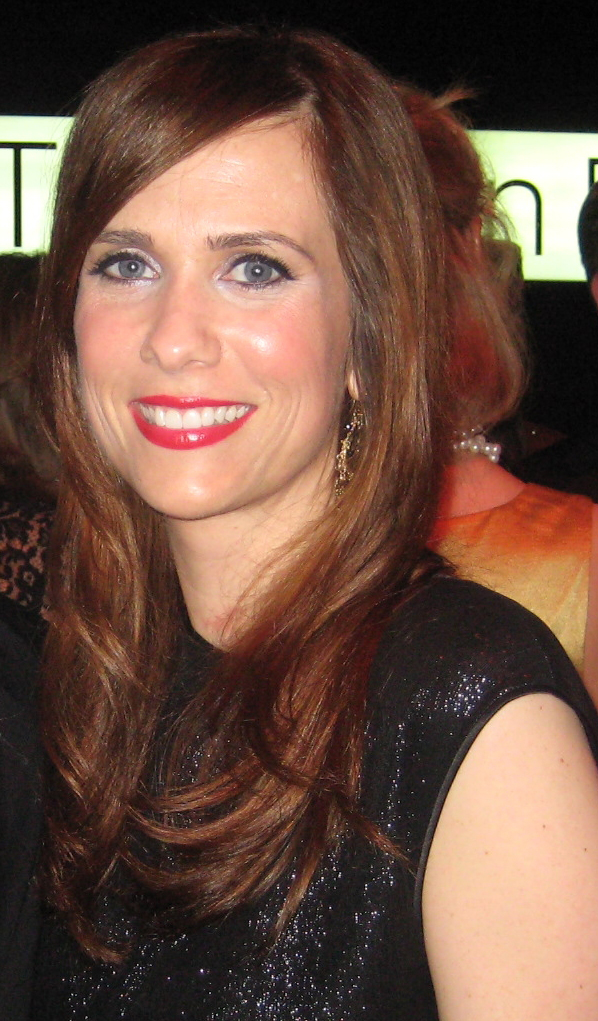
Kristen Wiig (Haley Sullivan)
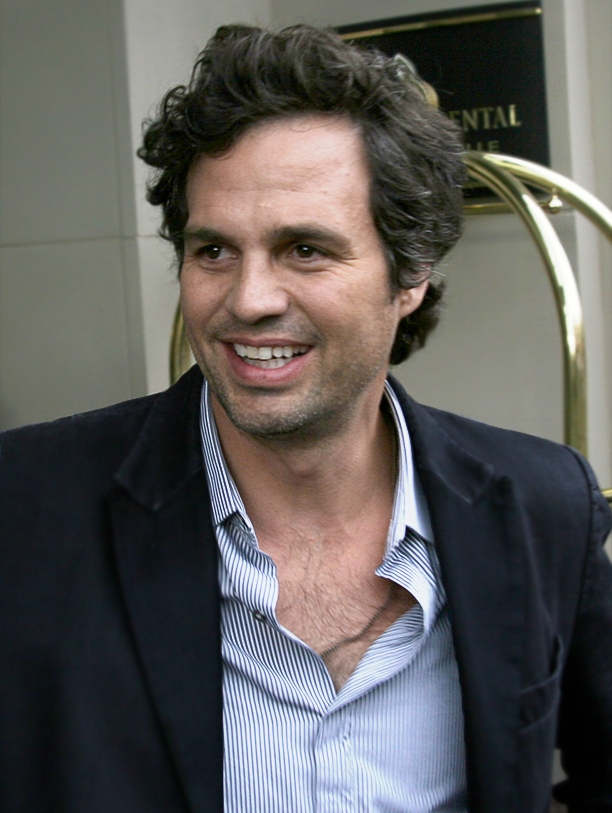
Mark Ruffalo (Brad Sullivan)
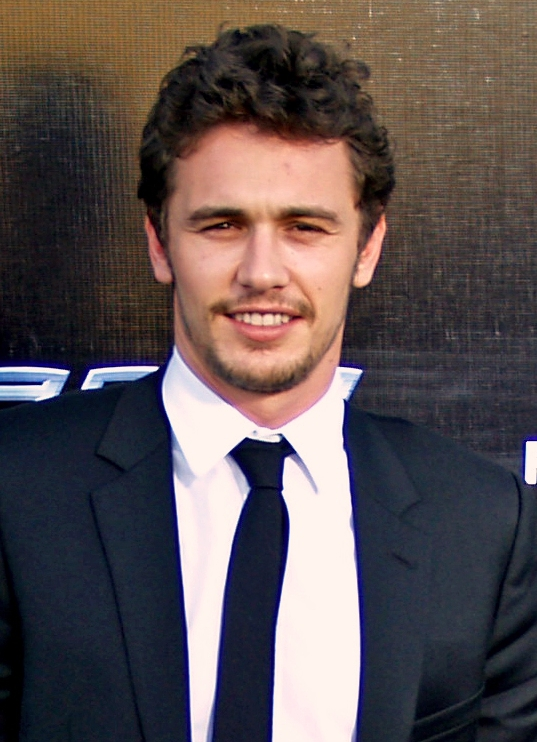
James Franco (Taste)
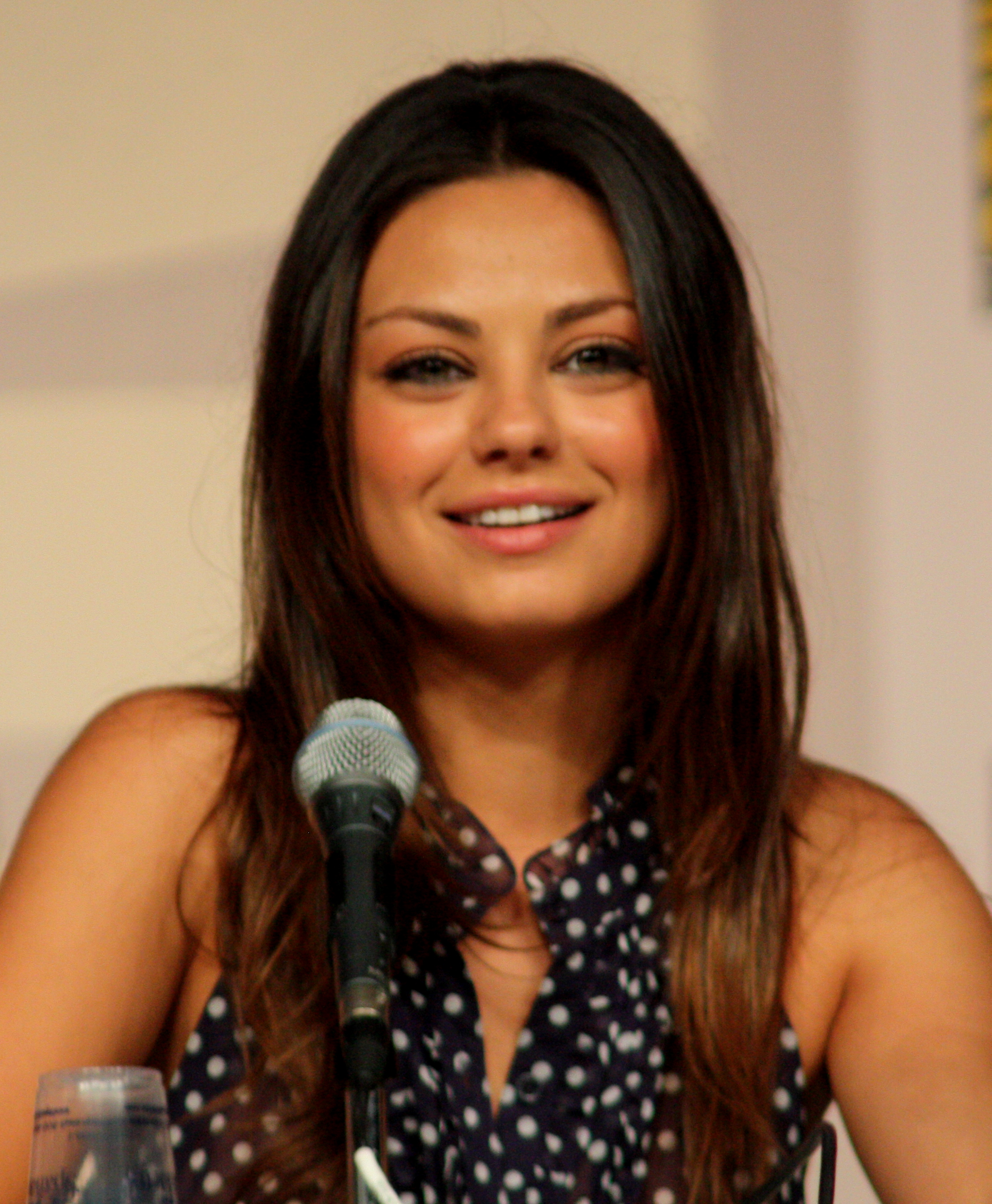
Mila Kunis (Whippit)

## Box-office
| Pays ou région | Box-office      | Date d'arrêt du box-office | Nombre de semaines |
| -------------- | --------------- | -------------------------- | ------------------ |
| Mondial        | 152 269 033 $   | 12 septembre 2010          | -                  |
| États-Unis     | 98 711 404 $    | 9 septembre 2010           | 22                 |
| France         | 465 743 entrées | 30 juin 2010               | 8                  |

Aux États-Unis, Crazy Night débute à la seconde place lors de sa première semaine au box-office avec 31 946 761 dollars, mais chute d'une place, se retrouvant ainsi troisième durant trois semaines avec un total cumulé de 75 554 468 dollars. Au fil des semaines suivantes, Crazy Night chute sensiblement, quittant le top 10 du box-office américain dès la neuvième semaine, avant de finir son exploitation après vingt-deux semaines en salles avec un total de 98 711 404 dollars de recettes, mais le succès commercial est nettement inférieur à la saga La nuit au musée, réalisés par Levy, à Max la Menace, précédent film avec Carell. Mais il s'agit du plus grand succès aux États-Unis de Tina Fey (avant d'être détrôné par le film d'animation Megamind, dans lequel elle prête sa voix à Roxanne Ritchi).
En France, le film ne rencontre pas le même succès. Lors de sa première semaine d'exploitation en salles, le film se classe sixième avec 254 856 entrées. La semaine suivante, il chute d'une place avec un total de 343 947 entrées. Crazy Night reste deux semaines dans le top 20 du box-office français avant de finir son exploitation à la huitième semaine avec près de 466 000 entrées, devenant le quatrième meilleur score de Steve Carell en France (le huitième en comptant les doublages de films d'animation), ainsi que le cinquième meilleur score de Shawn Levy sur le territoire français.

## Production

### Genèse du projet
L'idée de Crazy Night vient du réalisateur Shawn Levy :

« J’étais en train de travailler sur La Nuit au musée 2 et, comme à notre habitude, ma femme et moi sommes sortis pour notre dîner hebdomadaire tous les deux. Comme toujours, nous dînions au même restaurant, nous avions commandé les mêmes plats, et nous parlions des enfants, de ce qui nous attendait le week-end, de qui allait acheter le cadeau d’anniversaire pour la fête à laquelle nous étions invités, ce genre de chose. Et soudain, j’ai dit à ma femme : « Ce serait cool de faire un film sur un dîner en amoureux où pour une fois, le couple déciderait de changer quelque chose. Tout se mettrait à aller de travers, au point de mettre en danger leur vie, il se passerait plein de trucs dingues… Et au milieu de toute cette folie, ils finiraient par retrouver ce qui faisait tout le sel de ces soirées, leur vraie raison d’être… »

— Shawn Levy, réalisateur du film.
Le lendemain matin, il arrive au bureau de sa société de production et en parle à son équipe : « On va faire un film [...], ça parle d’une soirée en amoureux qui dérape, et on va se trouver un scénariste. Allez, c’est parti ! »
Pour écrire le scénario, la tâche fut confiée à Josh Klausner, scénariste et réalisateur ayant travaillé pour les frères Farrelly et sur les scripts des deux derniers Shrek.

### Casting
Pour incarner Phil et Claire Foster, les personnages centraux du film, les rôles furent attribués à Steve Carell et Tina Fey. Depuis 2005, Carell est devenu une star du cinéma comique aux États-Unis avec 40 ans, toujours puceau et triomphe à la télévision sur NBC avec la série The Office. Fey, quant à elle, est connue pour sa participation au show humoristique télévisée Saturday Night Live (également diffusé sur NBC), dans lequel elle faisait partie du casting de 1998 à 2006 et a rencontré un énorme succès au cinéma avec Lolita malgré moi, qu'elle a écrit et dans lequel elle a incarné un rôle secondaire, mais également à la télévision avec la série 30 Rock, qu'elle a créée et incarne le rôle principal féminin, qui est diffusée... sur NBC.
En effet, lorsque Levy a appris que Carell et Fey cherchaient à tourner un film ensemble, il a su qu'il tenait le couple du film.

### Tournage
Le tournage a débuté à la mi-avril 2009. Une grande partie du film a été tourné dans l'État de New York et au Times Square (dans le quartier de Manhattan, New York), à Pasadena en Californie, même si les scènes de poursuites en voitures et quelques autres scènes furent tournées dans le Jewelry District (en), au centre-ville de Los Angeles au printemps 2009.

## Accueil

### Réception critique
Crazy Night a obtenu sur le site Rotten Tomatoes 67 % de critiques positives dans la catégorie All Critics, basé sur 207 commentaires (138 avis positifs et 69 avis négatifs) et avec une note moyenne de 6,1 sur 10 et 74 % de critiques positives dans la catégorie Top Critics, basé sur 35 commentaires (26 avis positifs et 9 avis négatifs) et avec une note moyenne de 6,4 sur 10. Il a obtenu sur Metacritic 56 sur 100, basé sur 37 critiques (20 avis positifs, 15 avis mitigés et 2 avis négatifs).

## Autour du film
- Il s'agit du septième long-métrage réalisé par Shawn Levy.
- Crazy Night met en scène les deux vedettes des séries humoristiques à succès de la chaine NBC : Steve Carell (The Office) et Tina Fey (30 Rock). C'est la première fois qu'ils tournent ensemble. Tina Fey a été fan de Steve Carell avant même le début de The Office et allait le voir sur scène à Chicago; elle a donc été ravie quand Shawn Levy lui a proposé de faire un film avec lui[16].
- Ce film marque le retour au cinéma de Steve Carell après Max la Menace, sorti en salles en 2008.
- Tina Fey et Kristen Wiig se connaissaient déjà avant le tournage puisqu'elles travaillaient ensemble sur Saturday Night Live. On peut en dire autant Steve Carell et Kristen Wiig, également rencontrés sur le SNL, lui comme invité à deux reprises, elle comme membre du casting.
- Mark Wahlberg apparaît torse-nu dans toutes ses scènes. Les scènes ont été minutieusement filmées afin d'éviter de montrer le tatouage de Bob Marley qu'il possède sur l'épaule gauche.
- C'est le troisième film consécutif du réalisateur Shawn Levy à posséder le mot Night dans son titre original.
- Mark Wahlberg et Mila Kunis se sont rencontrés dans Max Payne.

## Informations DVD
- Date Night - Sorti le 10 août 2010 (20th Century Fox)[17]
- Crazy Night (version longue inédite) - Sorti le 22 septembre 2010 (20th Century Fox)[18]